# Tehuelchesaurus
Tehuelchesaurus benitezii
Genre
Espèce
Tehuelchesaurus (signifiant « lézard des Tehuelche ») est un genre fossile de dinosaures sauropodes du Jurassique supérieur retrouvé dans la province de Chubut, en Argentine. Sa taille est estimée à une quinzaine de mètres de longueur. Il n'est représenté que par son espèce type, Tehuelchesaurus benitezii.

## Classification
Le genre Tehuelchesaurus et l'espèce Tehuelchesaurus benitezii ont été décrits en 1999 par Thomas Hewitt Rich (d), Patricia Vickers-Rich (d), Olga Giménez, Néstor Rubén Cúneo (d), Pablo F. Puerta (d) et Paul Vacca.
L'holotype, MPEF-PV 1125, a été retrouvé dans la formation géologique de Cañadon Asfalto, en Patagonie.
Tehuelchesaurus est assez similaire à Omeisaurus mais s'en distingue par la forme de son coracoïde, de son radius et cubitus, ainsi que celles du pubis et de l'ischion.

## Étymologie
L'épithète spécifique, benitezii, a été donnée en l'honneur d'Aldo Benitez, qui a découvert les fossiles.

## Publication originale
- (en) Thomas H. Rich, Patricia Vickers-Rich, Olga Giménez, Rubén Cúneo, Pablo F. Puerta et Paul Vacca, « A new sauropod dinosaur from Chubut province, Argentina », National Science Museum monographs, Japon, vol. 15,‎ 1999, p. 61-84 (ISSN 1342-9574).